# 黄月
黄月（1960年1月—），出生於北京，中国著名花鸟油画家。

## 生平
1982年毕业于北京电影学院美术系。1996年赴美国进修。笔下的花鸟油画作品被中国国家画院、钓鱼台国宾馆、全国政协、中南海和人民大会堂会议中心收藏。出版物《黄月油画集》和《黄月花鸟油画集》受到广泛好评。
2010年的画展——花鸟油画个展，是少見以花鸟为题材的油画展览。2012年1月13日，作品《独对斜阳》被美国当代博物馆收藏。2012年8月，作品《潇洒迎风》代表中国参加2012英国伦敦奥林匹克艺术大展，位于英国伦敦芭比肯艺术中心展出。
2013年11月，美国洛杉矶郡向艺术家黄月颁发荣誉证书，以表彰黄月为国际艺术所做出的贡献。2014年1月21日，中国民政部成立“黄月艺术公益基金”。2014年4月受邀参展第20届东京国际美术大展上，并且荣获由日本前首相村山富市亲自签署的艺术金奖。
2010年至2014年間，花鸟油画、花鸟水墨画《云上香寒》等30幅作品，被美国洛克菲勒家族收藏。Steven C. Rockefeller Jr. 特别为《黄月花鸟油画集（四）》题写了书名、致辞，Kimberly K. Rockefeller 还特别为《黄月画家油画集（四）》撰写了序言。2012年1月，花鸟油画《独对斜阳》被大卫·洛克菲勒正式编入他的馆藏档案，是獲榮耀的第一幅中国当代油画家作品。2014年2月，Steven C. Rockefeller Jr. 出任黄月艺术公益基金顾问。2014年10月25日-12月1日，黄月绘画展-天赐印象“Huang Yue Nature's Divine Impressions”在美国纽约洛克菲勒公园美术馆举办。金伯利.K.洛克菲勒是本次画展策展人，多位洛克菲勒家族成员参观画展。

## 艺术成就
- 2009年7月，中国文联出版社出版“黄月花鸟油画集”。这是中国新闻出版署正式登记备案的由官方出版的第一本个人油画花鸟画集。
- 2009年9月，中国集邮总公司出版发行黄月花鸟油画特种邮票一套。
- 2012年8月1日，花鸟油画作品《潇洒迎风》荣获英国伦敦巴比肯艺术中心“创意城市•2012伦敦美术大展”金奖。
- 2012年12月7日，花鸟油画作品《潇洒迎风》和《香在云头》参展第二届“艺术水立方”杯国际书画大展2012（伦敦）奥林匹克美术大会•中国区巡展；作品荣获艺术金奖。
- 2013年10月25日，荣获美国国家文化艺术委员会颁发的“杰出艺术成就奖”。
- 2013年11月27日，美国洛杉矶郡向艺术家黄月颁发荣誉证书，以表彰黄月为国际艺术所做出的贡献。洛杉矶郡长夫人Christine亲自来到黄月家中，将荣誉证书转交给黄月。
- 2014年4月24日，黄月水墨作品荣获日本东京第20届国际美术大展金奖。
- 2014年6月28日，美国世界卓越华人金像奖世界卓越华人金像奖。
- 2014年，胡润艺术排行榜前百位画家名列第51位，被评为具有油画和中国画创作能力的四位画家之一。

## 作品集
| 主编   | 日期      | 画册书名                        | 出版社         | 书号ISBN               |
| ------ | --------- | ------------------------------- | -------------- | ---------------------- |
| 黄思迷 | 2009年6月 | 《黄月花鸟油画集》              | 中国文联出版社 | ISBN 978-7-5059-6423-5 |
| 黄思迷 | 2010年3月 | 《黄月花鸟油画集（二）》        | 中国文联出版社 | ISBN 978-7-5059-4549-4 |
| 黄思迷 | 2010年9月 | 《黄月花鸟油画集（三）》        | 中国文联出版社 | ISBN 978-7-5059-6855-4 |
| 黄思迷 | 2011年6月 | 《黄月花鸟油画集（四）》        | 中国文联出版社 | ISBN 978-7-5059-7158-5 |
| 黄思迷 | 2013年1月 | 《黄月花鸟油画集（2002-2012）》 | 中国文联出版社 | ISBN 978-7-5059-8043-3 |
| 黄思迷 | 2011年6月 | 《黄月书画集》                  | 山东美术出版社 | ISBN 978-7-5530-4523-4 |